# Nördliche Göriacher Röte
Die Nördliche Göriacher Röte, auch Nördliche Goriacher Röte, ist ein 3011 m ü. A. hoher Berggipfel im Frosnitzkamm der Venedigergruppe im Norden Osttirols. Die Erstbesteigung der Nördlichen Göriacher Röte erfolgte durch I. Hechenbleikner und E. Franzelin am 27. Juli 1905.

## Lage
Die Nördliche Göriacher Röte liegt im Osten der Venedigergruppe bzw. im Zentrum des Frosnitzkamms an der Gemeindegrenze zwischen Matrei in Osttirol im Osten und Virgen im Westen. In der Kernzone des Nationalparks Hohe Tauern gelegen befindet sich die Nördliche Göriacher Röte im Bereich der Virger Nordkette, die die Gemeinde Virgen nach Norden abgrenzt. Südöstlich der Nördlichen Göriacher Röte befindet sich die Südliche Göriacher Röte (3020 m ü. A.), östlich die Mittereggspitze (3044 m ü. A.), von dem die Nördliche Göriacher Röte durch die Firschnitzscharte (2768 m ü. A.) getrennt wird. Der langgezogene Nordgrat verläuft zunächst über die Fritschnitzscharte (2743 m ü. A.) zum Fritschnitzkopf (2778 m ü. A.) und danach weiter nach Osten zum Hohen Fenster (2567 m ü. A.). An der Ostseite des Gipfels erstreckt sich zwischen Nördlicher Göriacher Röte und Bretterspitze das Fritschnitzkees, wo der gleichnamige Frischnitzbach entspringt. Angrenzende Täler sind das Virgental im Süden, das Tal des Frosnitzbachs im Nordosten und das Tal des Malfrosnitzbachs im Nordwesten. Nächstgelegene Schutzhütte ist die Bonn-Matreier-Hütte, nächstgelegene Ortschaften sind die Virger Ortsteile Marin und Mellitz im Süden.

## Aufstiegsmöglichkeiten
Der Normalweg auf die Nördliche Göriacher Röter führt von Marin nach Norden ins Tal des Firschnitzbaches. Vor der Firschnitzscharte quert der Weg rechts in eine Einschartung des Westgrats der Nördlichen Göriacher Röte, über die man auf den Gipfel gelangt (II). Alternativ ist auch eine Besteigung von der nördlich gelegenen Zedlacher Alm möglich, wobei hier der Aufstieg vor der Fritschnitzscharte über Rinnen und Kamine auf den Nordgrat führt (II). Der Übergang von der Nördlichen zur Südlichen Göriacher Röte ist hingegen unschwierig.